# Nut
| W24 · t · N1 |

| W24 · t · N1 |

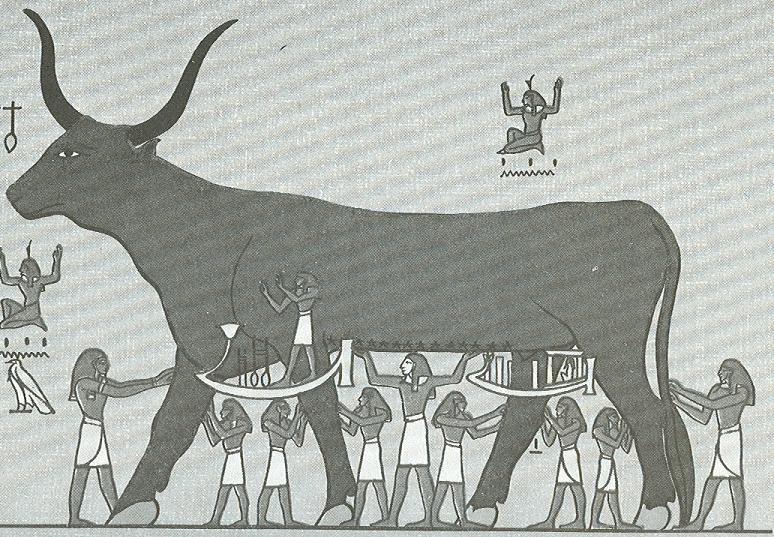
Bogini Nut przedstawiona jako Niebiańska Krowa

Nut (egip. noc) — w mitologii egipskiej bogini nieba należąca do Wielkiej Enneady. Nut była dzieckiem Szu, boga powietrza oraz Tefnut uosabiającej wilgoć. Za męża oraz brata Nut Egipcjanie uznawali Geba, reprezentującego Ziemię. Taka personifikacja odróżnia mitologię egipską od wielu innych, gdzie niebo kojarzono z pierwiastkiem męskim, a ziemię z żeńskim, np. Uranos i Gaja u Greków.
Nut i Geb mieli pięcioro dzieci, symbolizujących pięć dni egipskiego tygodnia:
- Ozyrysa,
- Horusa Starego,
- Seta,
- Izydę,
- Neftydę.

Horusa uważano jednak również za syna Ozyrysa i Izydy, więc niekiedy Nut i Gebowi przypisywano tylko czwórkę dzieci. Bogini Nut otrzymała od swojego ojca zakaz łączenia się ze swoim bratem, Gebem, we wszystkie dni roku egipskiego (360 dni), jednak Thot, pokonując w kolejnych walkach Księżyc, stworzył pięć dodatkowych dni, w trakcie których bogini poczęła swoje dzieci.
Zgodnie z mitem Nut i Geb przez całą wieczność leżeli złączeni w miłosnym zespoleniu, ale zostali rozdzieleni przez Szu, czyli powietrze. Według egipskiej kosmologii świat znajduje się pomiędzy ich ciałami. Nut starożytni wyobrażali sobie jako nagą kobietę stojącą na rękach i na nogach, której pokryte gwiazdami ciało było wygięte w łuk, tworząc sklepienie niebieskie. Jej ręce i nogi miały wyznaczać cztery kierunki świata. Kiedy Słońce uosabiane przez Re zbliżało się ku zachodowi, Nut połykała je, co powodowało nastanie nocy, i mogła ponownie kochać się z Gebem. Co rano o świcie bogini nieba rodziła Słońce, dając początek nowego dnia. Gdy czasami Geb i Nut zapragnęli zbliżyć się w ciągu dnia, wtedy nastawała burza.
Czasami Egipcjanie przedstawiali w sztuce Nut jako Niebiańską Krowę, na której grzbiecie Słońce pokonywało nieboskłon. W tym ujęciu Geba określano jako Byka Nut.